# بنجامين إغلستون
بنجامين إغلستون هو سياسي أمريكي، ولد في 3 يناير 1816 في كورينث في الولايات المتحدة، وتوفي في 9 فبراير 1888 في سينسيناتي في الولايات المتحدة. نشط حزبياً في الحزب الجمهوري. وقد انتخب عضو مجلس النواب الأمريكي ‏.